# تراكم أولي لرأس المال

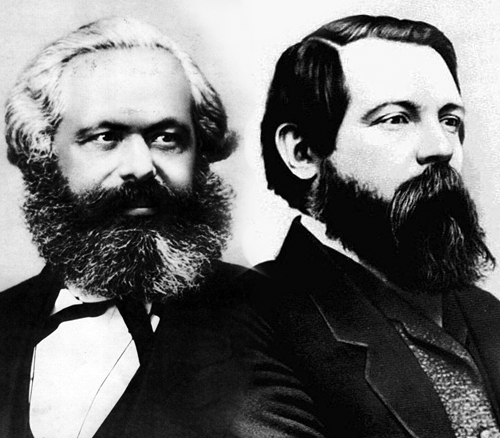

في الماركسية في الاقتصاد والنظريات السابقة، تتعلق مشكلة التراكم الأولي لرأس المال (والذي يسمى أيضًا التراكم البدائي، أو التراكم السابق، والتراكم الأصلي) بمنشأ رأس المال، وبالتالي كيفية التمييز الطبقي (الطبقة الاجتماعية) بين الحائزين وغير الحائزين.
صورت رواية آدم سميث عن التراكم الأولي الأصلي عملية سلمية، حيث عمل بعض العمال بجهد أكثر جدية من غيرهم، ثم عملوا تدريجيًا على بناء الثروة، الأمر الذي أدى في النهاية إلى ترك العمال الأقل حرصًا على قبول الأجور المعيشية لعملهم. رفض كارل ماركس هذا التفسير باعتباره «صبياني»، مشيرًا بدلًا من ذلك، على حد تعبير ديفيد هارفي، إلى أن التراكم الأولي «انطوى على الاستيلاء على الأرض، ولنقُل، تسييجها، وطرد السكان المقيمين لإنشاء بروليتاريا بلا أرض، ثم الإفراج عن الأرض في إدراج مخصخص لتراكم رأس المال». هذا من شأنه أن يتحقق هذا من خلال العنف، والحرب، والاسترقاق، والاستعمارية.

## التسمية والترجمات
سُمي هذا المفهوم في البداية بطرق مختلفة، وبدأ تعبير «التراكم» الذي هو أصل الرأسمالية يظهر مع آدم سميث. تحدث سميث، في كتابه؛ ثروة الأمم، بالإنجليزية، عن تراكم سابق، على الرغم من أنه لم يشر في الواقع إلى التراكم السابق في «ثروة الأمم»، وكرر كارل ماركس باللغة الألمانية في كتابه؛ رأس المال، تعبير سميث، بترجمته إلى الألمانية أورشبرونغلخ («الأصل، الأولي»)، أما مترجمو ماركس، بدورهم، قدموا كلمة أولي كتعبير إنجليزي. يعتبر بعض الباحثين عمل جيمس ستيورات عام 1767، أكبر النظريات الكلاسيكية للتراكم الأولي.

## أساطير الاقتصاد السياسي
في تفنيد أصول رأس المال، شعر ماركس بالحاجة إلى تبديد ما شعر به من أساطير دينية وحكايات خرافية عن أصول الرأسمالية. كتب ماركس:
«يلعب هذا التراكم الأولي دورًا في الاقتصاد السياسي في نفس الجزء من الخطيئة الأصلية في العقيدة. قضم آدم التفاحة، فوقعت الخطيئة على الجنس البشري. من المفترض أن يفسَر أصل هذه القصص عندما تُسرد بوصفها حكاية من الماضي. منذ عصور طويلة كان هناك نوعين من الناس، الأول، المجتهدون الأذكياء، وفي المقام الأول النخبة المقتصدة، والثاني، الأوغاد الكسولين، مستهلكين فحواهم وأكثر، في حياة مشاغبة. (...) وهكذا، كان من الممكن أن يفرز النوع الأول ثروة متراكمة، ولم يكن للنوع الأخير في النهاية ما يمكن بيعه إلا جلودهم. من هذه الخطيئة الأصلية يرجع فقر الأغلبية العظمى التي، على الرغم من كل عملها، ليس لديها حتى الآن ما تبيعه سوى نفسها، وثروة القلة التي تزداد باستمرار رغم أنهم توقفوا عن العمل لفترة طويلة. بُشّرت لنا مثل هذه الصبيانية، كل يوم، في الدفاع عن الممتلكات».
ما يجب شرحه هو كيفية تأسيس علاقات الإنتاج الرأسمالية تاريخيًا. بعبارة أخرى، كيف يمكن أن تكون وسائل الإنتاج هذه مملوكة ومتاجَر بها بشكل خاص، وكيف يمكن للرأسماليين العثور على عمال في سوق العمل جاهزين ومستعدين للعمل من أجلهم، لأنهم لا يملكون وسائل أخرى لكسب العيش، يشار إليها أيضًا بـ«احتياطي جيش العمل».

## الصلة بين التراكم الأولي والاستعمارية
في الوقت الذي يجري فيه التغلب على العقبات المحلية التي تحول دون الاستثمار في التصنيع، وتتطور سوق وطنية موحدة بإيديولوجية قومية، يرى ماركس أن هناك دافعًا قويًا لتنمية الأعمال التجارية القادمة من التجارة العالمية:
يشير كل من اكتشاف الذهب والفضة في أمريكا، والاستئصال والاستعباد والدفن في مناجم السكان الأصليين للأمريكيتين، وبداية غزو الهند الشرقية ونهبها، وتحويل أفريقيا إلى جحر من أجل الصيد التجاري للجلد الأسود، إلى بزوغ فجر وردي لعصر الإنتاج الرأسمالي. تعد هذه الإجراءات المثالية هي اللحظات الرئيسية للتراكم الأولي. على أعقابهم، تخطو الحرب التجارية التي تشنها الدول الأوروبية، مع كون العالم مسرحًا لها. تبدأ بالثورة الهولندية، وتفترض أبعادًا عملاقة في حرب إنجلترا المناهضة لليعقوبية، ولا تزال مستمرة في حروب الأفيون الأولى ضد الصين، وإلى آخره. توزع اللحظات المختلفة من التراكم الأولي نفسها الآن، على نحو أو آخر وفقًا لترتيب زمني، وخاصة في إسبانيا والبرتغال وهولندا وفرنسا وإنجلترا. في إنجلترا في نهاية القرن السابع عشر، يصلون إلى تركيبة منهجية، تشمل المستعمرات، والديون الوطنية، والأسلوب الحديث للضرائب، ونظام الحماية. تعتمد هذه الطرق جزئيًا على القوة الغاشمة، مثل النظام الاستعماري. لكنهم جميعًا يوظفون قوة الدولة، القوة المركزة المنظمة للمجتمع، للتعجيل، على نمط الدفيئة الزراعية، بعملية تحويل النمط الإقطاعي للإنتاج إلى النمط الرأسمالي، وتقصير فترة الانتقال. تمثل القوة القابلة لكل مجتمع قديم حامل بأخرى جديدة. تعد في حد ذاتها قوة اقتصادية.

-كتاب رأس المال، المجلد الأول، الفصل 31.

## التراكم الأولي والخصخصة
وفقًا لماركس، فإن الغرض الكامل من التراكم الأولي يتمثل في خصخصة وسائل الإنتاج بحيث يتسنى لأصحاب الاستغلال كسب المال من العمالة الفائضة لدى هؤلاء الذين لابد أن يعملوا من أجلهم، مفتقرين إلى وسائل أخرى.
يقول ماركس إن التراكم الأولي يعني مصادرة المنتجين المباشرين، وبتحديد أكثر «حل الملكية الخاصة على أساس عمل مالكها... الملكية الخاصة التي تُكتسب ذاتيًا، والتي تقوم على الدمج بين الفرد العمالي المستقل المعزول وظروف عمله، تحل محلها ملكية خاصة رأسمالية، تقوم على استغلال العمالة الحرة اسميًا للآخرين، أي على العمالة المأجورة».